# 石洞口発電所
石洞口発電所（シードンカオファディエンサオ:日本語読み:せきどうこうはつでんしょ、石洞口発電廠）は、華能国際電力株式会社の傘下の電力会社。上海の三大電力に数えられる。

## 概述
- 位置：上海市宝山区月浦鎮、長江に瀕し宝山鋼鉄のそばにある。
- 第一発電所：前身を上海石洞口発電有限責任公司といい、第七次五ヵ年計画によって1985年に着工し1990年に完成した。はじめは上海政府が所有する申能株式会社のもとにあったが転々としたのち2002年に華能国際電力の二度の買収により現在に至る。
- 第二発電所：1988年中国華能集団と上海政府の申能との同等の出資により着工。スイスとアメリカの設備を輸入した超臨界。1999年申能が華能国際電力に買収される。
- 上海燃機発電所：第一第二発電所の間にある。天然ガスを燃料として35万kWを発電。元は第二発電所の拡張として作られる予定だったが上海政府の環境保護の要請による改造、華能国際電力の気変わり、石炭の価格の上昇、経済のマクロ調整などで遅延。系列会社として2005年正式に着工した。

## 組織
現在（2006年6月）6基を所有しており、総電量は240万kW。
- 第一発電所1号：30万kW, 1988年2月運転を開始
- 第一発電所2号：30万kW, 1988年12月運転を開始
- 第一発電所3号：30万kW, 1989年9月運転を開始
- 第一発電所4号：30万kW, 1990年5月運転を開始
- 第二発電所1号：60万kW, 1992年6月運転を開始
- 第二発電所2号：60万kW, 1992年12月運転を開始

上海燃気発電有限公司（華能国際電力が70%, 申能股份有限公司が30%出資）
- 燃気電廠1号：35万kW, 建設中
- 燃気電廠2号：35万kW, 建設中
- 燃気電廠3号：35万kW, 建設中